# مشاع 30 جهاد أباد (جهاد أباد كرمان)
مشاع 30 جهاد أباد (بالإنجليزية: Masha-ye 30 Jahadabad)‏ هي منطقة سكنية تقع في إيران في البلدة المركزية. يقدر عدد سكانها بـ 188 نسمة .